# DC Extended Universe
DC Extended Universe (DCEU) är en amerikansk mediafranchise och delat fiktivt universum, som är centrerat kring en filmserie av superhjältefilmer som är självständigt producerade av Warner Bros. Pictures och baserade på olika superhjältar, alla skapade och ägda av seriebolaget DC Comics. Det gemensamma universumet, likt originaluniversumet i serietidningarna, kommer att etableras genom crossoverhandlingar av miljöer, rollbesättning och rollfigurer.
Den första filmen i DCEU som hade premiär var Man of Steel (2013), som är en reboot av Stålmannen–filmserien och efterföljdes av Batman v Superman: Dawn of Justice (2016). Suicide Squad hade premiär 2016. Wonder Woman och Justice League hade premiär under 2017. Aquaman hade premiär 2018 och Shazam! 2019. Birds of Prey: Harley Quinn och Wonder Woman 1984 hade premiär 2020. Under 2021 släpptes Zack Snyders originella version av Justice League med en ny inspelad slutsekvens samt den fristående uppföljaren The Suicide Squad. Under 2022 släpptes TV-serien Peacemaker och filmen Black Adam. Shazam! Fury of the Gods, The Flash och Blue Beetle och Aquaman and the Lost Kingdom får alla premiär under 2023.
Batgirl var planerad för en premiär under 2022, men blev senare inställd efter att ha blivit färdigfilmad i konsekvens av Warner Bros. ledarskapsskifte. Under 2023 annonserades nytt ledarskap med James Gunn som kreativ producent för framtida filmer baserade på DC. Samtliga filmer distribueras av Warner Bros. Pictures.

## Historik
Det första försöket att skapa ett filmuniversum började år 1998 genom filmen Superman Lives. Filmen skulle ha skrivits av Kevin Smith och regisserats av Tim Burton, med Nicolas Cage i rollen som Stålmannen. I manuset beskrev en historia där Brainiac skickade Doomsday för att döda Stålmannen, samt för att blockera solen för att göra honom kraftlös, då Stålmannens krafter härstammar från solljuset. Brainiac samarbetar med Lex Luthor, men Stålmannen återupplivas av en robot Krypton, Eradicator. Brainiac önskar att kontrollera Eradicator och dess teknologi. Maktlös blir den eteruppståndne Stålmannen mantlad i en rustning som har bildats från Eradicator, tills hans krafter kommer tillbaka, tack vare solstrålar och besegrar senare Brainiac. Michael Keaton skulle ha repriserat sin roll som Batman från Burtons Batman–filmer, vilket skulle bli det första försöket till att forma ett gemensamt universum. Filmen blev senare lagd på is.
Akiva Goldsmans manuskript till den oproducerade filmen Batman vs. Superman beskrev en historia där Bruce Wayne återvände som Batman efter fem års pension, där han senare kom i konflikt med Stålmannen. Christian Bale, som vid tiden var huvudkandidaten för huvudrollen i Darren Aronofsky's filmatisering av Batman: Year One, hade samtidigt kontaktats av Wolfgang Petersen för att spela rollen som Stålmannen. Petersen bekräftade senare i en intervju från 2010 att den enda andra skådespelare som var i ropet för rollen som Stålmannen var Josh Hartnett. Warner Bros. la senare ner produktionen i syfte att lägga fokus på fristående Superman och Batman–projekt efter att J.J. Abrams lämnat in ett nytt utkast till filmen Superman: Flyby. Christopher Nolan kom senare att anlita Bale som Batman i filmen Batman Begins.
I februari 2007 tillkännagav Warner Bros att de hade anlitat äkta makarna Michele och Kieran Mulroney för att skriva manus till en Justice League–film. Nyheten kom i samma veva som det blev känt att Joss Whedons långtgående projekt för en Wonder Woman–film hade lagts ned,, samt The Flash, skriven och regisserad av David S. Goyer. Under namnet Justice League: Mortal, lämnade Michele och Kiernan Mulroney in sitt manus till Warner Bros. i juni 2007, där de fick positiv respons för sitt arbete, vilket föranledde studion för att omedelbart påskynda produktionen i hopp om att inspelningen ska börja innan manusförfattarna gick ut i strejk. Warner Bros. var mindre villiga att gå vidare utveckling med en uppföljare till Superman Returns, efter ha blivit besviken över filmens biljettintäkter. Varken Brandon Routh eller Christian Bale blev tillfrågade att reprisera sina rolle som Stålmannen respektive Batman i Justice League Mortal. Warner Bros. planer för Justice League: Mortal var att den skulle starta en ny filmfranchise, samt att förgrena sig i separata uppföljare och spin-offer.
Den 1 januari 2014 blev det känt att Warner Bros. några år tidigare hade försökt att skapa ett filmuniversum, vilken skulle ha startat med filmen Green Lantern (2011). Manuset till The Flash skrevs 2011 av Green Lantern–författarna Michael Green och Marc Guggenheim där de inkluderade en scen under eftertexterna där Hal Jordan som spelades av Ryan Reynolds träffade Flash. Filmen blev senare nedlagd på grund av den negativa kritik och svaga biljettintäkter som Green Lantern fick.
Efter det att Green Lantern floppade, gav studion grönt ljus till en reboot av Stålmannen, vilket resulterade 2013 års Man of Steel, samt att filmen innehöll referenser till andra seriefigurer i DC Comics universum, utifall om filmen blev en succé, så skulle den starta ett gemensamt universum med andra seriefigurer från DC Comics, likt Marvel Comics filmuniversum Marvel Cinematic Universe. Den 10 juni 2013 tillkännagavs det att regissören Zack Snyder och manusförfattaren David S. Goyer skulle återvända för att producera en uppföljare till Man of Steel, som påskyndades av Warner Bros. Goyer hade tidigare skrivit på ett kontrakt på tre filmer, vilket inkluderade Man of Steel, Batman v Superman: Dawn of Justice och en Justice League–film. Den 20 juli 2013 bekräftade Zack Snyder vid San Diego Comic-Con International att uppföljaren till Man of Steel skulle bli första gången som Stålmannen och Batman träffas på film.
I oktober 2014 förklarade Geoff Johns skillnaden mellan DC:s inställning till sitt universum mot Marvel Studios och deras filmuniversum, där han sa följande: "We look at it as the multiverse. We have our TV universe and our film universe, but they all co-exist. For us, creatively, it’s about allowing everyone to make the best possible product, to tell the best story, to do the best world. Everyone has a vision and you really want to let the visions shine through ... It’s just a different approach." I juni 2015 gav Greg Silverman en utökad förklaring kring DC:s tillvägagångssätt för sitt filmuniversum, där han gav följande förklaring: "We have a great strategy for the DC films, which is to take these beloved characters and put them in the hands of master filmmakers and make sure they all coordinate with each other. You'll see the difference when you see Batman v Superman, Suicide Squad, Justice League and all the things that we are working on." Utöver detta beskrev Silverman deras metod att anlita ett flertal manusförfattare till kommande projekt: "Every project is different. On some projects, we have multiple writers working together. In some cases, we put writers together who have never been a team together. And sometimes, there is only one writer whose voice is right."
Universumet har i folkmun kallats för "DC Cinematic Universe" av både fans och media, i kontrast till Marvel Cinematic Universe. I november 2014 refererade Newsarama universumet som "DC Cinematic Multiverse", medan DC Comics hemsida informellt kallade det för "DC Cinematic Universe" i december 2014. I juli 2015 omnämndes universumet i Entertainment Weekly förhandsvisningsnummer för San Diego Comic-Con International, som "DC Extended Universe™". Emellertid så använde sig inte Entertainment Weekly sig av termen, utan kallade 10-filmplanen från oktober 2014 för "en ritning för ett utökat universum." I slutet av juli, i samband med lanseringen av Empires september nummer, bekräftades universumets namn som "DC Extended Universe".

## Filmer
| Film                                                                 | Biopremiär       | Regissör           | Författare                                     | Producent(er)                                                                        | Status  |
| Släppta                                                              | Släppta          | Släppta            | Släppta                                        | Släppta                                                                              | Släppta |
| -------------------------------------------------------------------- | ---------------- | ------------------ | ---------------------------------------------- | ------------------------------------------------------------------------------------ | ------- |
| Man of Steel                                                         | 14 juni 2013     | Zack Snyder        | David S. Goyer                                 | Christopher Nolan, Emma Thomas, Deborah Snyder & Charles Roven                       | Släppt  |
| Batman v Superman: Dawn of Justice                                   | 25 mars 2016     | Zack Snyder        | Chris Terrio & David S. Goyer                  | Deborah Snyder & Charles Roven                                                       | Släppt  |
| Suicide Squad                                                        | 5 augusti 2016   | David Ayer         | David Ayer                                     | Richard Suckle & Charles Roven                                                       | Släppt  |
| Wonder Woman                                                         | 2 juni 2017      | Patty Jenkins      | Allan Heinberg                                 | Zack Snyder, Deborah Snyder & Charles Roven                                          | Släppt  |
| Justice League                                                       | 17 november 2017 | Zack Snyder        | Chris Terrio & Joss Whedon                     | Charles Roven, Deborah Snyder, Geoff Johns & Jon Berg                                | Släppt  |
| Aquaman                                                              | 21 december 2018 | James Wan          | David Leslie Johnson-McGoldrick & Will Beall   | Peter Safran & Rob Cowan                                                             | Släppt  |
| Shazam!                                                              | 5 april 2019     | David F. Sandberg  | Henry Gayden                                   | Peter Safran                                                                         | Släppt  |
| Birds of Prey (and the Fantabulous Emancipation of one Harley Quinn) | 7 februari 2020  | Cathy Yan          | Christina Hodson                               | Margot Robbie, Sue Kroll & Bryan Unkeless                                            | Släppt  |
| Wonder Woman 1984                                                    | 25 december 2020 | Patty Jenkins      | Geoff Johns, Patty Jenkins & David Callaham    | Charles Roven, Deborah Snyder, Zack Snyder, Patty Jenkins, Stephen Jones & Gal Gadot | Släppt  |
| Zack Snyder's Justice League                                         | 18 mars 2021     | Zack Snyder        | Chris Terrio                                   | Charles Roven & Deborah Snyder                                                       | Släppt  |
| The Suicide Squad                                                    | 6 augusti 2021   | James Gunn         | James Gunn                                     | Charles Roven & Peter Safran                                                         | Släppt  |
| Black Adam                                                           | 21 oktober 2022  | Jaume Collet-Serra | Adam Sztykiel, Rory Haines & Sohrab Noshirvani | Dwayne Johnson, Beau Flynn, Dany Garcia & Hiram Garcia                               | Släppt  |
| Shazam! Fury of the Gods                                             | 17 mars 2023     | David F. Sandberg  | Henry Gayden & Chris Morgan                    | Peter Safran                                                                         | Släppt  |
| The Flash                                                            | 16 juni 2023     | Andy Muschietti    | Christina Hodson                               | Michael Disco & Barbara Muschietti                                                   | Släppt  |
| Blue Beetle                                                          | 18 augusti 2023  | Angel Manuel Soto  | Gareth Dunnet-Alcocer                          | John Rickard                                                                         | Släppt  |
| Aquaman & The Lost Kingdom                                           | 19 december 2023 | James Wan          | David Leslie Johnson-McGoldrick                | James Wan & Peter Safran                                                             | Släppt  |

### Man of Steel(2013)

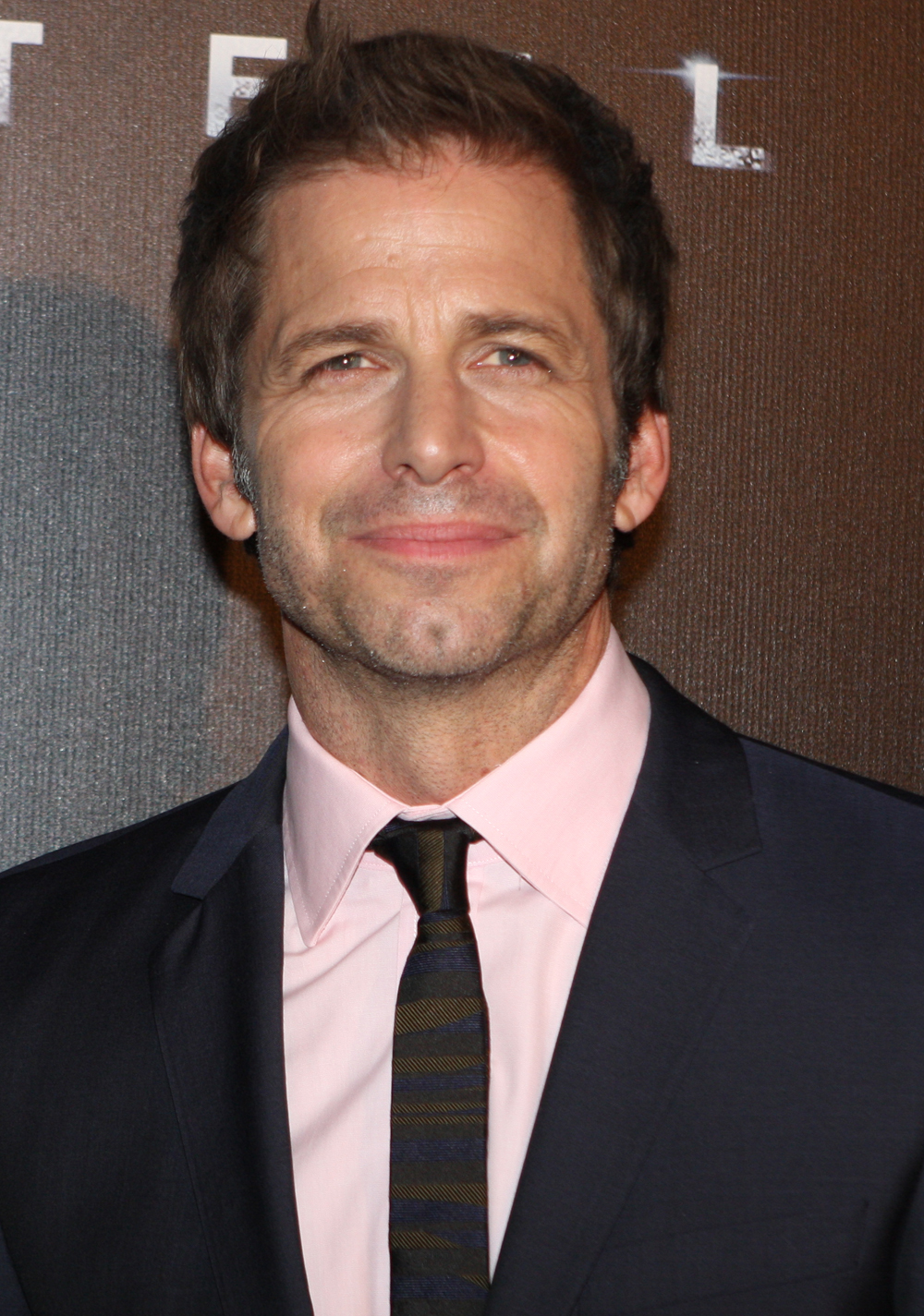
Zack Snyder regisserade både Man of Steel och Batman v Superman: Dawn of Justice.

Den unge journalisten Clark Kent / Kal-El, som för flera år tidigare anlände till Jorden från planeten Krypton, kämpar med frågan varför han sändes hit. Efter att ha uppfostrats av sina adoptivföräldrar Jonathan och Martha Kent, måste han anta identiteten "Stålmannen", och lära sig om hans förmåga är avsedda att upprätthålla fred eller erövra världen.
I juni 2008 tog Warner Bros. emot förslag från serietidningsförfattare, manusförfattare och regissör angående hur de skulle lyckas återlansera Stålmannen–filmserien. Under storydiskussioner kring filmen The Dark Knight Rises år 2010, berättade David S. Goyer för Christopher Nolan sin idé kring hur man skulle presentera Stålmannen i ett modernt kontext. Nolan blev imponerad av Goyers koncept och pitchade idén till studion, som anlitade Nolan för att producera och Goyer skriva filmen baserad på den finansiella och kritiska succén som The Dark Knight genererade. Zack Snyder anlitades i oktober 2010 för att regissera filmen. Henry Cavill fick rollen som Stålmannen i januari 2011. Filminspelningarna började den 1 augusti 2011 Filmen hade världspremiär i USA den 10 juni 2013, och hade biopremiär den 14 juni 2013.

### Batman v Superman: Dawn of Justice(2016)
Den Gotham City baserade superhjälten Batman reser till Metropolis för att i förebyggande syfte bekämpa Stålmannen, då han fruktar för det som kan hända om denne tillåts vara okontrollerad, samtidigt som en annan fara hotar mänskligheten.
I juni 2013 tillkännagavs det att både Zack Snyder och David S. Goyer skulle återvända för en uppföljare till Man of Steel, som hade satts på ett snabbspår av Warner Bros. I juli 2013 tillkännagav Warner Bros. att Stålmannen och Batman skulle mötas för första gången på film som skulle följa upp händelserna i Man of Steel, reboota Batman–filmserien, samt ha premiär år 2015. Goyer och Snyder skulle skriva synopsin tillsammans, medan Goyer skulle skriva manus. Cavill, Adams, Lane och Fishburne återkommer till sina roller från förra filmen. Enligt Snyder och Goyer tar filmen sin inspiration från den grafiska novellen The Dark Knight Returns. Vid ett senare tillfälle förtydligade dock Snyder att filmen inte kommer vara en direkt filmatisering av serien och kommer istället att vara en helt originell historia. Goyer uppgav att Stålmannen och Batman kommer att konfrontera varandra. Den 22 augusti 2013 tillkännagavs det att Ben Affleck fått rollen som Batman. Den 4 december 2013 rapporterades det att Gal Gadot fått rollen som Wonder Woman, vilket gör att denna film blir det första filmframträdandet för Wonder Woman i en spelfilm. Senare samma månad anlitades filmen Argo's manusförfattare Chris Terrio för att skriva om Goyers manus. Senare blev det även klart att Jesse Eisenberg och Jeremy Irons anslutit sig till filmen i rollerna som Lex Luthor respektive Alfred Pennyworth. Även Ray Fisher fick rollen som Victor Stone / Cyborg, vilket även detta är första gången seriefiguren medverkar i en spelfilm, dock i en mindre roll som kommer att bli mer betydelsefull i andra filmer som leder fram till den framtida Justice League-filmen.
Filminspelningen inleddes den 19 oktober 2013 vid East Los Angeles College. Resten av produktionen spelades in i Toronto, Ontario och Chicago, Illinois. Inspelningarna ägde även rum i Detroit och på andra platser i Michigan. Övriga inspelning ägde rum i Yorkville, Illinois och New Mexico under senare delen av 2014.
I januari 2014 tillkännagavs det att filmens premiär hade fördröjts från originaldatumet den 17 juli 2015 till den 6 maj 2016, i syfte för att ge filmskaparna: "time to realize fully their vision, given the complex visual nature of the story". Datumet flyttades igen till den 25 mars 2016. I maj 2014 avslöjades filmens titel, vilket blev Batman v Superman: Dawn of Justice.

### Suicide Squad(2016)
En hemlig statlig myndighet som leds av Amanda Waller rekryterar fängslade superskurkar för att genomföra farliga Black Ops-uppdrag i utbyte mot förkortade straff och rädda världen från ett okänt men kraftfullt hot.
Inspelningarna drog igång den 13 april 2015. Den 26 och 27 april var inspelningarna förlagda till Hy's Steakhouse. En scen med en "snöstorm" spelades in den 29 april vid Adelaide St. samt vid Ching Lane. Den 5 maj filmades ett antal huvudscener i centrala Toronto strax intill Yonge och Dundas Square. Vägskyltar plockades bort för att hålla inspelningarna ostörda den natten. Huvudinspelningarna avslutades i augusti 2015 efter att ytterligare inspelningar hade genomförts i Chicago, Illinois.

### Wonder Woman(2017)
Diana Prince, som arbetar vid Louvren, får en glasplåt från Bruce Wayne. Fotografiet är taget under första världskriget, men föreställer Diana Prince i samma ålder. Det får henne att minnas omständigheterna under vilka bilden togs: Diana växte upp på en ö som enbart beboddes av amasoner. En dag tränger ett flygplan igenom den skyddande dimman kring ön. Piloten, Steve Trevor, visar sig vara en amerikan som spionerar på de tyska försöken att utveckla dödliga gaser. Diana inser att hon behöver följa med Trevor till kriget för att stoppa krigsguden Ares.
Den 20 februari 2015 avslöjade Deadline.com att produktionen skulle starta i slutet av år 2015. I juli 2015 blev det klart att inspelningarna skulle börja i London under hösten 2015 och att inspelningarna av Justice League skulle påbörjas direkt därefter under våren 2016. Filmningen skulle äga rum under arbetstiteln Nightingale. Hoyte van Hoytema var vid ett tillfälle beryktad att ha blivit anlitad som filmens filmfotograf. I september 2015 tillkännagav producenten Deborah Snyder att produktionen kommer att starta i november. Bland filmens inspelningsplatser återfinns London och regionen Basilicata i södra Italien, särskilt spökstaden Craco, som övervägts som den möjliga platsen för ön Themyscira. Produktionsstarten bekräftades den 14 november 2015 när skådespelaren Taghmaoui publicerade ett foto på sig själv och Pine från inspelningarna på sin Facebook- och Instagramsida, foton som senare togs bort. Matthew Jensen blev bekräftad som filmens filmfotograf. Den 21 november 2015 tweetade Gadot och publicerade en bild på Instagram som visade hur titelrollen ser ut i filmen, vilket signalerade att inspelningarna hade startat. Inspelningarna ägde rum på plats i Storbritannien, Frankrike och Italien.

### Justice League(2017)
Efter händelserna i Batman v Superman: Dawn of Justice, sätter Bruce Wayne och Diana Prince ihop en grupp av superhjältar för att möta ett katastrofalt hot från Steppenwolf och dennes armé av Parademoner som letar efter tre Mother Boxrar på Jorden.
I juli 2015 tillkännagavs det att inspelningarna skulle inledas under våren efter det att Wonder Woman avslutat sina inspelningar. Huvudinspelningarna för Part One inleddes den 11 april 2016, som är förlagda till Warner Bros. Studios, Leavesden i sydöstra England, samt även flera platser kring London, Skottland och Island. Snyders sedan länge filmfotograf Larry Fong ersattes av Fabian Wagner till följd av en schemakrock. Det blev även klart att Affleck även skulle tjänstgöra som exekutiv producent för filmen. I maj 2016 tillkännagavs det att Geoff Johns och Jon Berg kommer att producera Justice League-filmerna samt kommer att basa över DC Extended Universe efter det blandade mottagandet från Batman v Superman: Dawn of Justice. Samma månad uppgav Irons att handlingen i Justice League kommer att vara mer linjär och simplare jämfört med handlingen i Batman v Superman: Dawn of Justice.

### Birds of Prey (and the Fantabulous Emancipation of One Harley Quinn)(2020)
Sedan händelserna i Suicide Squad har Harley Quinn lämnat Jokern. När Roman Sionis, en narcissistisk brottsherre känd som Black Mask, kidnappar en ung flicka som heter Cassandra Cain, vänder sig Gotham City upp och ned för att leta efter henne. Harley går samman med Black Canary, Helena Bertinelli och Renee Montoya för att skydda flickan och för att ta ner Sionis.

### The Suicide Squad(2021)
Amanda Waller samlar ihop Suicide Squad, med gamla och nya medlemmar och skickar dem på ett uppdrag för att befria ett sydamerikanskt land. Harley Quinn, Rick Flag och Captain Boomerang återvänder från första filmen.

### Black Adam(2022)
Filmen handlar om den korrupta antihjälten Black Adam som är på uppdrag för att rentvå sitt namn. Amanda Waller, Emilia Harcourt och Clark Kent/Superman har cameo-roller i filmen.

### The Flash(2023)
Barry Allen reser tillbaka i tiden för att förhindra mordet på sin mamma, vilket får oavsiktliga konsekvenser för hans tidslinje.

## Återkommande skådespelare och roller
- Denna lista inkluderar rollfigurer som har medverkat/medverkar i flera filmer i universumet.
- En grå cell indikerar att rollfiguren inte var med i filmen, eller att dennes medverkan inte har blivit bekräftad.
- Ett R  indikerar att skådespelaren har lånat ut sin röst.
- Ett C  indikerar en okrediterad cameoroll.
- Ett F  indikerar att skådespelaren medverkar genom ett/flera foton.
- Ett U  indikerar att skådespelaren spelar en yngre version av rollfiguren.
- Ett G  indikerar att skådespelaren spelar en äldre version av rollfiguren.

| Barry Allen Flash                 |                                                    | Ezra MillerC                | Ezra MillerC  |                | Ezra Miller      |             |              |               |                | Ezra Miller      |                  | Ezra MillerC          |                  |                  | Ezra Miller                |  |
| General Antiope                   |                                                    |                             |               | Robin Wright   | Robin WrightC    |             |              |               | Robin Wright   | Robin Wright     |                  |                       |                  |                  |                            |  |
| Arthur Curry Aquaman              |                                                    | Jason MomoaC                | Jason MomoaFC |                | Jason Momoa      | Jason Momoa |              |               |                | Jason Momoa      |                  | Jason MomoaC          |                  |                  |                            |  |
| Carrie Farris                     | Christina Wren                                     | Christina Wren              |               |                |                  |             |              |               |                |                  |                  |                       |                  |                  |                            |  |
| Rick Flag                         |                                                    |                             | Joel Kinnaman |                |                  |             |              |               |                |                  | Joel Kinnaman    |                       |                  |                  |                            |  |
| Emilia Harcourt                   |                                                    |                             |               |                |                  |             |              |               |                |                  | Jennifer Holland | Jennifer Holland      | Jennifer Holland | Jennifer Holland |                            |  |
| Drottning Hippolyta               |                                                    |                             |               | Connie Nielsen | Connie Nielsen   |             |              |               | Connie Nielsen | Connie Nielsen   |                  |                       |                  |                  |                            |  |
| Jokern                            |                                                    |                             | Jared Leto    |                |                  |             |              | John GothC    |                | Jared Leto       |                  |                       |                  |                  |                            |  |
| Jenny Jurwich                     | Rebecca Buller                                     | Rebecca Buller              |               |                |                  |             |              |               |                |                  |                  |                       |                  |                  |                            |  |
| Kelor                             | Carla GuginoR                                      | Carla GuginoR               |               |                |                  |             |              |               |                | Carla GuginoR    |                  |                       |                  |                  |                            |  |
| Clark Kent / Kal-El Stålmannen    | Cooper TimberlineU Dylan SprayberryU Henry CavillG | Henry Cavill                |               |                | Henry Cavill     |             | Ryan HadleyC |               |                | Henry Cavill     |                  | Brad AbramenkoC       | Henry CavillC    |                  | Nicholas CageC             |  |
| Jonathan Kent                     | Kevin Costner                                      | Kevin CostnerC              |               |                | Kevin CostnerFC  |             |              |               |                | Kevin CostnerR   |                  |                       |                  |                  |                            |  |
| Martha Kent                       | Diane Lane                                         | Diane Lane                  |               |                | Diane Lane       |             |              |               |                | Diane Lane       |                  |                       |                  |                  |                            |  |
| Lois Lane                         | Amy Adams                                          | Amy Adams                   |               |                | Amy Adams        |             |              |               |                | Amy Adams        |                  |                       |                  |                  |                            |  |
| Lana Lang                         | Jadin GouldU                                       | Emily PetersonG             |               |                |                  |             |              |               |                |                  |                  |                       |                  |                  |                            |  |
| Father Leone                      | Coburn Goss                                        | Coburn Goss                 |               |                |                  |             |              |               |                |                  |                  |                       |                  |                  |                            |  |
| Alexander "Lex" Luthor Jr.        |                                                    | Jesse Eisenberg             |               |                | Jesse EisenbergC |             |              |               |                | Jesse EisenbergC |                  |                       |                  |                  |                            |  |
| Mera                              |                                                    |                             |               |                | Amber Heard      | Amber Heard |              |               |                | Amber Heard      |                  |                       |                  |                  |                            |  |
| Sir Patrick Morgan / Ares         |                                                    |                             |               | David Thewlis  | David ThewlisC   |             |              |               |                | David ThewlisC   |                  |                       |                  |                  |                            |  |
| Alfred Pennyworth                 |                                                    | Jeremy Irons                |               |                | Jeremy Irons     |             |              |               |                | Jeremy Irons     |                  |                       |                  |                  | Jeremy Irons               |  |
| Diana Prince Wonder Woman         |                                                    | Gal Gadot                   |               | Gal Gadot      | Gal Gadot        |             |              |               | Gal Gadot      | Gal Gadot        |                  | Kimberley von IlbergC |                  | Gal GadotC       | Gal GadotC                 |  |
| Harleen Quinzel Harley Quinn      |                                                    |                             | Margot Robbie |                |                  |             |              | Margot Robbie |                |                  | Margot Robbie    |                       |                  |                  |                            |  |
| Pete Ross                         | Jack FoleyU Joseph CranfordG                       | Joseph Cranford             |               |                |                  |             |              |               |                |                  |                  |                       |                  |                  |                            |  |
| Silas Stone                       |                                                    | Joe MortonC                 |               |                | Joe Morton       |             |              |               |                | Joe Morton       |                  |                       |                  |                  |                            |  |
| Victor Stone Cyborg               |                                                    | Ray FisherC                 |               |                | Ray Fisher       |             |              |               |                | Ray Fisher       |                  |                       |                  |                  |                            |  |
| Calvin Swanwick Martian Manhunter | Harry Lennix                                       | Harry Lennix                |               |                |                  |             |              |               |                | Harry Lennix     |                  |                       |                  |                  |                            |  |
| Steve Trevor                      |                                                    | Chris PineFC                |               | Chris Pine     |                  |             |              |               | Chris Pine     |                  |                  |                       |                  |                  |                            |  |
| Amanda Waller                     |                                                    |                             | Viola Davis   |                |                  |             |              |               |                |                  | Viola Davis      | Viola Davis           | Viola Davis      |                  |                            |  |
| Bruce Wayne Batman                |                                                    | Brandon SpinkU Ben AffleckO | Ben AffleckC  |                | Ben Affleck      |             |              |               |                | Ben Affleck      |                  |                       |                  |                  | Ben Affleck Michael Keaton |  |
| Perry White                       | Laurence Fishburne                                 | Laurence Fishburne          |               |                |                  |             |              |               |                |                  |                  |                       |                  |                  |                            |  |
| General Zod                       | Michael Shannon                                    | Michael Shannon             |               |                |                  |             |              |               |                |                  |                  |                       |                  |                  | Michael Shannon            |  |
| Charlie                           |                                                    | Ewen BremnerFC              |               | Ewen Bremner   |                  |             |              |               |                |                  |                  |                       |                  |                  |                            |  |
| Sameer                            |                                                    | Saïd TaghmaouiFC            |               | Saïd Taghmaoui |                  |             |              |               |                |                  |                  |                       |                  |                  |                            |  |

## Mottagande
För mer detaljer om filmernas mottagande, se rubriken "Mottagande" i de enskilda filmartiklarna.

### Biljettintäkter
| Film                               | Premiärdatum     | Budget          | Intäkter       | Intäkter           | Intäkter       | Rankning                  | Rankning              | Ref(s)          |
| Film                               | Premiärdatum     | Budget          | Nordamerika    | Övriga territorier | Globalt        | Genom tiderna Nordamerika | Genom tiderna globalt | Ref(s)          |
| ---------------------------------- | ---------------- | --------------- | -------------- | ------------------ | -------------- | ------------------------- | --------------------- | --------------- |
| Man of Steel                       | 14 juni 2013     | $225 miljoner   | $291,045,518   | $377,000,000       | $668,045,518   | 87                        | 119                   | [ 118 ]         |
| Batman v Superman: Dawn of Justice | 25 mars 2016     | $250 miljoner   | $325,132,593   | $537,800,000       | $862,932,593   | 57                        | 60                    | [ 119 ]         |
| Suicide Squad                      | 5 augusti 2016   | $175 miljoner   | $325,100,054   | $421,746,840       | $746,846,894   | 60                        | 96                    | [ 120 ]         |
| Wonder Woman                       | 2 juni 2017      | $120 miljoner   | $412,563,408   | $409,283,604       | $821,847,012   | 25                        | 72                    | [ 121 ]         |
| Justice League                     | 17 november 2017 | $300 miljoner   | $229,024,295   | $428,900,000       | $657,924,295   | 146                       | 122                   | [ 122 ]         |
| Aquaman                            | 21 december 2018 | $160 miljoner   | $316,554,074   | $774,200,000       | $1,090,754,074 | 67                        | 24                    | [ 123 ] [ 124 ] |
| Totalt                             | Totalt           | $1.23 Miljarder | $1,904,647,543 | $2,954,405,169     | $4,859,052,712 |                           |                       | [ 125 ]         |

### Kritisk respons
| Film                               | Rotten Tomatoes       | Metacritic          | CinemaScore |
| ---------------------------------- | --------------------- | ------------------- | ----------- |
| Man of Steel                       | 55% (310 recensioner) | 55 (47 recensioner) | A-          |
| Batman v Superman: Dawn of Justice | 27% (379 recensioner) | 44 (51 recensioner) | B           |
| Suicide Squad                      | 27% (329 recensioner) | 40 (53 recensioner) | B+          |
| Wonder Woman                       | 92% (376 recensioner) | 76 (50 recensioner) | A           |
| Justice League                     | 40% (313 recensioner) | 45 (52 recensioner) | B+          |
| Aquaman                            | 64% (324 recensioner) | 55 (49 recensioner) | A–          |
| Genomsnitt                         | 51%                   | 53                  | A-          |

## Övrig media

### Serietidningar
| Titel                                                             | Nummer | Utgivningsdatum  | Författare                                                                         | Tecknare                                                                           | Ref     |
| ----------------------------------------------------------------- | ------ | ---------------- | ---------------------------------------------------------------------------------- | ---------------------------------------------------------------------------------- | ------- |
| Man of Steel Prequel                                              | 1      | 18 maj 2013      | David S. Goyer, Geoff Johns, and Zack Snyder (historia) med Sterling Gates (manus) | Jerry Ordway                                                                       | [ 143 ] |
| Warner Bros. Pictures Presents Batman v Superman: Dawn of Justice | 5      | 28 januari 2016  | Christos Gage                                                                      | Joe Bennet, Sean Parsons, Hi-Fi, Deron Bennett, Brittany Holzherr and Alex Antone. | [ 144 ] |
| General Mills Presents Batman v Superman: Dawn of Justice         | 4      | 28 februari 2016 | Jeff Parker, Christos Gage, Margueritr Bennett and Joshua Williamson.              | RB Silva, Joze Marzan Jr., Andrew Dalhouse, Gary Frank, Rod Reis and Marcus To.    | [ 145 ] |
| Batman v Superman - Upstairs/Downstairs                           | 1      | 29 februari 2016 | Christos Gage                                                                      | Joe Bennet, Sean Parsons, Hi-Fi, Deron Bennett, Brittany Holzherr and Alex Antone. | [ 146 ] |

### Böcker
| Titel                              | Publikationsdatum | Författare    | Not                                                       | Ref     |
| ---------------------------------- | ----------------- | ------------- | --------------------------------------------------------- | ------- |
| Batman v Superman: Dawn of Justice | 16 februari 2016  | Michael Kogge | Tie-in prequelbok till Batman v Superman: Dawn of Justice | [ 147 ] |

### TV-specialer

#### DC Films Presents: Dawn of the Justice League(2016)
Den 19 januari 2016 sände The CW en halvtimmes TV-special med namnet DC Films Presents: Dawn of the Justice League, som leddes av Kevin Smith och Geoff Johns. Denna special innehöll exklusiva intervjuer med skådespelarna och filmteamen bakom de kommande filmerna, illustrationer, premiären av den första trailern för Suicide Squad, nytt material från Batman v Superman: Dawn of Justice, samt en smygtitt på Wonder Woman.